# Knappensee
Knappensee (lužickosrbsky Hórnikečanski jězor) je jezero v Německu, ve spolkové zemi Sasko, jihovýchodně od města Hoyerswerda. Jezero vzniklo v letech 1951 až 1953 zatopením hnědouhelného dolu Grube Werminghoff. Jezero slouží především k rekreaci, dále k rybaření, k ochraně přírody a vyrovnávání stavu vody .